# テキサス・レジェンズ
テキサス・レジェンズ（Texas Legends）はNBAデベロップメント・リーグ（NBADL）に加盟しているプロバスケットボールチーム。セントラルディビィジョンに所属しており、本拠地はアメリカ合衆国テキサス州フリスコ。ダラス・マーベリックス傘下。

## 歴史

### コロラド・フォーティナーズ
チームは2006年、NBADLの拡張に伴って設立された。本拠地のブルームフィールドは、コロラドの高い山々がそびえる標高4,000メートルに位置する。当初はCBAに加盟する予定だったとされる。
2006-07シーズンはチーム創設1年目でいきなりDリーグファイナルに進出。惜しくもダコタ・ウィザーズに敗れたが、2008-09シーズンはユタ・フラッシュを破り、初優勝を飾った。しかし、2009-10シーズンはリーグ不参加となった。

### テキサス・レジェンズ
2010-11シーズンから本拠地をテキサス州フリスコに移転し、チーム名をテキサス・レジェンズに改称した。ヘッドコーチには、ナンシー・リーバーマンが男子プロバスケットボールチーム史上初めての女性ヘッドコーチとして就任した。
2011-12シーズンは、元ユタ・ジャズのグレッグ・オスタータグが現役復帰し、10試合に出場した。
2012-13シーズンからは、元NBA選手のエドアルド・ナヘラがNBA傘下のチームとして初めてメキシコ人ヘッドコーチに就任した。
2014-15シーズン、日本人として2人目のNBA選手を目指す富樫勇樹が所属していた。
2019-2020シーズンおよび2021年から2023年まではマーベリックスとエキシビット10契約を結んだ馬場雄大が所属していた。

## 歴代所属選手
- ルー・アムンドソン (2006-2007)
- ジョー・アレクサンダー (2010-2011)
- ジェームズ・ナナリー (2014)
- 富樫勇樹 (2014-2015)
- サラー・メジュリ (2015-2016)
- ジャスティン・アンダーソン (2015-2016)
- クインシー・エイシー (2016-2017,2019)
- コスタス・アンテトクンポ (2018-2019)
- 馬場雄大 (2019-2020,2021-2023)

## 歴代ヘッドコーチ
- ナンシー・リバーマン (2010-2011)
- エドゥアルド・ナヘラ (2012-2015)
- ニック・ヴァン・エクセル (2015-2016)